# 보그다노비치 (도시)

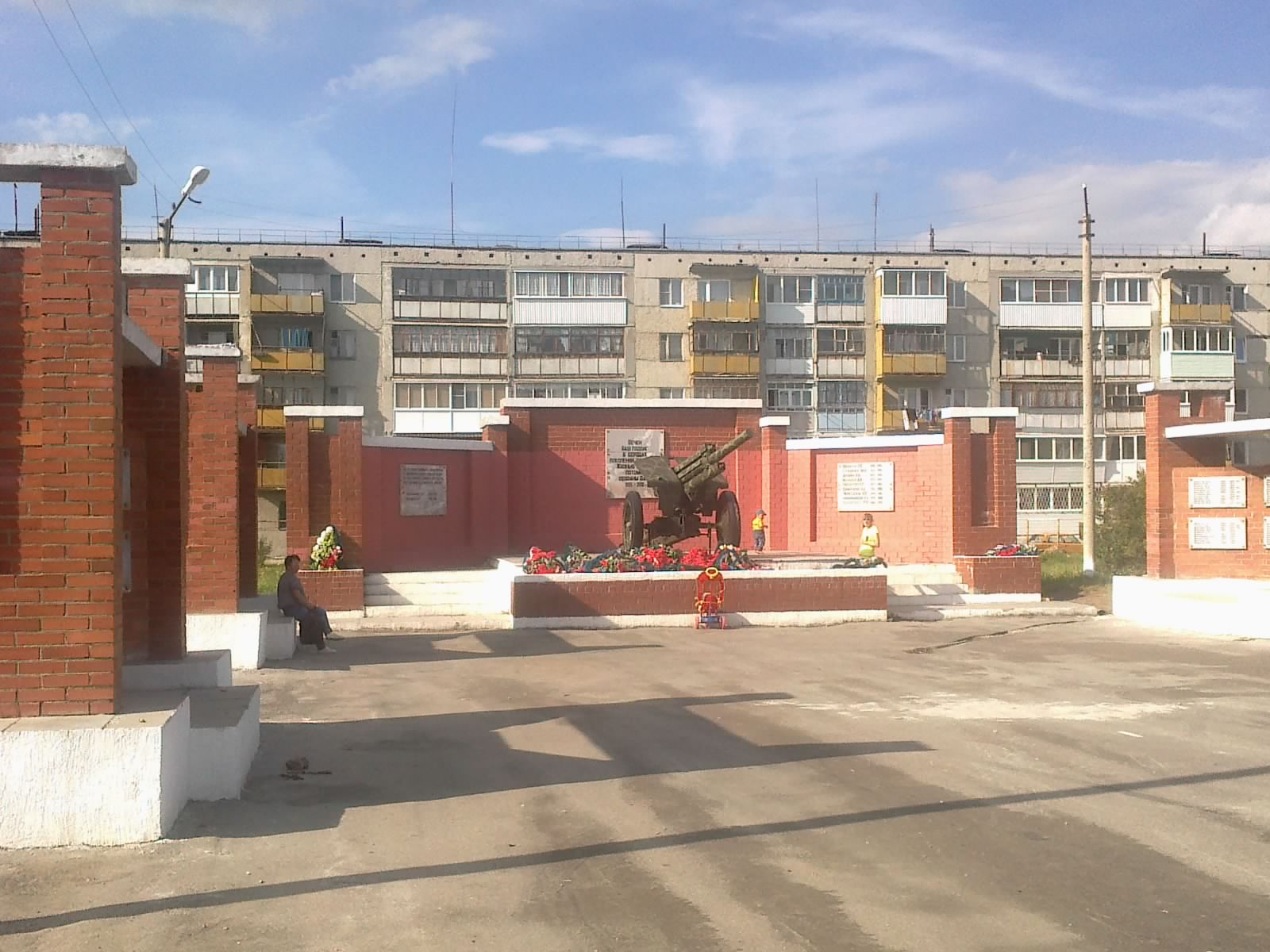

보그다노비치(러시아어: Богданович)는 스베르들롭스크 주 보그다노비치스키 군의 중심지이다.
인구는 3만2,300명(2005년)이다.
쿠나라 강(피시마 강의 지류)에 접하고, 예카테린부르크에서 동쪽으로 99km지점에 위치해 있다.